# Christina Cox
Christina Cox (nascida em 31 de julho de 1971) é uma atriz e dublê canadense.

## Início da vida
Christina Cox nasceu em uma cidade nos arredores de Toronto, a caçula de três filhas. Tracey e Melissa.
Christina estudou teatro e dança na Escola Secundária de Artes em Unionville e continuou a sua formação teatral no Ryerson Theatre School of Toronto onde estudou por dois anos.
Durante o ensino médio ela tinha aspirações de se tornar um ginasta olímpica, mas em vez disso optou por se concentrar no drama e teatro.

### Carreira
Ela tem mais de 38 apresentações de cinema e televisão a seu crédito. Seus créditos mais conhecidos do cinema incluem o filme de canadense de 1999 Better Than Chocolate e The Chronicles of Riddick. Ela recebeu um Prêmio Gemini para seu desempenho como no papel de Angela Ramírez no F/X: The Series.
Além disso Christina Cox apareceu em várias produções de teatro nacionais, incluindo "Twelfth Night" e "Road".

### Vida pessoal
Cox atualmente reside em Los Angeles na Califórnia com seu marido Grant Mattos. Ele apareceu na temporada de 2011 na série da CBS Survivor.

## Filmografia
| Ano  | Nome                      | Personagens                  | Notas          |
| ---- | ------------------------- | ---------------------------- | -------------- |
| 1994 | Spike of Love             | Deb                          |                |
| 1995 | Street Law                | Kelly                        |                |
| 1995 | The Donor                 | Angel                        |                |
| 1996 | No One Could Protect Her  | Det. Elizabeth 'Beth' Jordan |                |
| 1999 | Better Than Chocolate     | Kim                          |                |
| 2003 | Sometimes a Hero          | Cassandra Diaz               |                |
| 2004 | The Chronicles of Riddick | Eve Logan                    |                |
| 2006 | Max Havoc: Ring of Fire   | Suzy Blaine                  |                |
| 2007 | Ascension Day             | Margaret Whitehead           |                |
| 2012 | Beauty Mark               | Dianne                       | Curta-metragem |

| Ano        | Nome                                      | Personagens                        | Notas |
| ---------- | ----------------------------------------- | ---------------------------------- | --- |
| 1992, 1994 | Forever Knight                            | Jeanne d'Arc                       | Episódio: "For I Have Sinned" Episódio: "Dying to Know You" Episódio: "Faithful Followers" |
| 1994, 1995 | Due South                                 | Caroline Morgan                    | Episódio: "Free Willie" Episódio: "Vault" |
| 1995       | Kung Fu: The Legend Continues             | Kyra                               | Episódio: "Quake!" |
| 1995       | Forever Knight                            | Motorcycle Cop                     | Episódio: "Close Call" |
| 1995       | The Hardy Boys                            | Tessa Jones                        | Episódio: "The Debt Collectors" |
| 1996       | A Brother's Promise: The Dan Jansen Story | Natalie Grenier                    | Filme de TV |
| 1996       | Sins of Silence                           | Volunteer                          | Filme de TV |
| 1996       | Lonesome Dove: The Outlaw Years           | Lucy                               | Episódio: "When She Was Good" |
| 1996       | Mistrial                                  | Officer Ida Cruz                   | Filme de TV |
| 1996       | The Newsroom                              | Prostitute in Limo                 | Episódio: "Petty Tyranny" |
| 1996-1998  | F/X: The Series                           | Angela 'Angie' Ramirez             | 38 episódios |
| 1998       | First Wave                                | Jody Nolan                         | Episódio: "Joshua" |
| 1998       | Stargate SG-1                             | T'akaya                            | Episódio: "Spirits" |
| 1998-1999  | The Crow: Stairway to Heaven              | Jessica Capshaw                    | 10 episódios |
| 1999, 2000 | Earth: Final Conflict                     | Haley Simmons                      | Episódio: "Second Chances" Episódio: "Thicker Than Blood" Episódio: "Take No Prisoners" |
| 2000       | The Outer Limits                          | Deb Clement                        | Episódio: "Skin Deep" |
| 2000       | Psi Factor: Chronicles of the Paranormal  | Jessica 'Jessie' Wilson            | Episódio: "GeoCore" |
| 2000       | Code Name Phoenix                         | Aurora                             | Filme de TV |
| 2000       | Girlfriends                               | Lynn                               | Episódio: "Unaired Pilot" |
| 2000       | Code Name: Eternity                       | Sasha                              | Episódio: "The Shift" |
| 2001       | Dark Realm                                | Kate                               | Episódio: "The House Sitter" |
| 2001       | Jane Doe                                  | Peter                              | Filme de TV |
| 2002       | Stargate SG-1                             | Lt. Kershaw                        | Episódio: "The Sentinel" |
| 2003       | Mutant X                                  | Becky Dolan                        | Episódio: "The Grift" |
| 2003       | She Spies                                 | Margo                              | Episódio: "Damsels in De-Stress" |
| 2003       | Cold Case                                 | Sherry Stephens (2003)             | Episódio: "Sherry Darlin'" |
| 2004       | Nikki and Nora                            | Nora Delaney                       | Filme de TV |
| 2004       | Andromeda                                 | Aleiss                             | Episódio: "Exalted Reason, Resplendent Daughter" |
| 2004       | CSI: Miami                                | Jenny Moylan                       | Episódio: "Stalkerazzi" |
| 2004       | The Chris Isaak Show                      | Pamela                             | Episódio: "Braveheart" |
| 2005       | This Is Wonderland                        | Wendy                              | Episódio: "2.11" |
| 2005       | Eyes                                      | Linda Barstow                      | Episódio: "Wings" |
| 2005       | House                                     | Annette Raines                     | Episódio: "Love Hurts" |
| 2005       | Numb3rs                                   | CHP Officer Morris                 | Episódio: "Man Hunt" |
| 2007       | Bones                                     | Anne Marie Ostenbach               | Episódio: "Death in the Saddle" |
| 2007-2008  | Blood Ties                                | Vicki Nelson                       | 22 episódios |
| 2008       | Making Mr. Right                          | Hallie Galloway                    | Filme de TV |
| 2008       | SIS                                       | Roz                                | Filme de TV |
| 2008       | Stargate Atlantis                         | Major Anne Teldy                   | Episódio: "Whispers" |
| 2008-2009  | 3Way                                      | Lara Lancaster                     | 4 episódios |
| 2009       | Dexter                                    | Officer Zoey Kruger                | Episódio: "Dex Takes a Holiday" |
| 2009       | Defying Gravity                           | Jen Crane                          | 13 episódios |
| 2010       | 24                                        | Molly O'Connor                     | Episódio: "Day 8: 5:00 a.m.-6:00 a.m." |
| 2010       | The Stepson                               | Donna May                          | Filme de TV |
| 2010       | The Mentalist                             | Delinda LeCure                     | Episódio: "The Red Ponies" |
| 2011       | Virtual Lies                              | Jamie Chapman                      | Filme de TV |
| 2011       | NCIS                                      | Marine Gunnery Sgt. Georgia Wooten | Episódio: "Freedom" |
| 2011       | Combat Hospital                           | Cmt. Ariel Garamond                | Episódio: "Inner Truth" Episódio: "Reckless" |
| 2012       | Fugitive at 17                            | Det. Cameron Langford              | Filme de TV |
| 2013       | Castle                                    | Maggie Finch                       | Episódio: "The Wild Rover" |
| 2016-      | Shadowhunters                             | Elaine Lewis                       | Episódio: "Raising Hell" Episódio: "Major Arcana" Episódio: "Bad Blood" Episódio: "Rise Up" Episódio: "Parabatai Lost" Episódio: "Day of Wrath" Episódio: "Dust and Shadows" Episódio: "Iron Sisters" |

## Prêmios
| Year | Award        | Category                                                             | Work nominated  | Result   |
| ---- | ------------ | -------------------------------------------------------------------- | --------------- | -------- |
| 1998 | Gemini Award | Best Performance by an Actress in a Continuing Leading Dramatic Role | F/X: The Series | Indicado |